# 메트로폴리탄 미술관

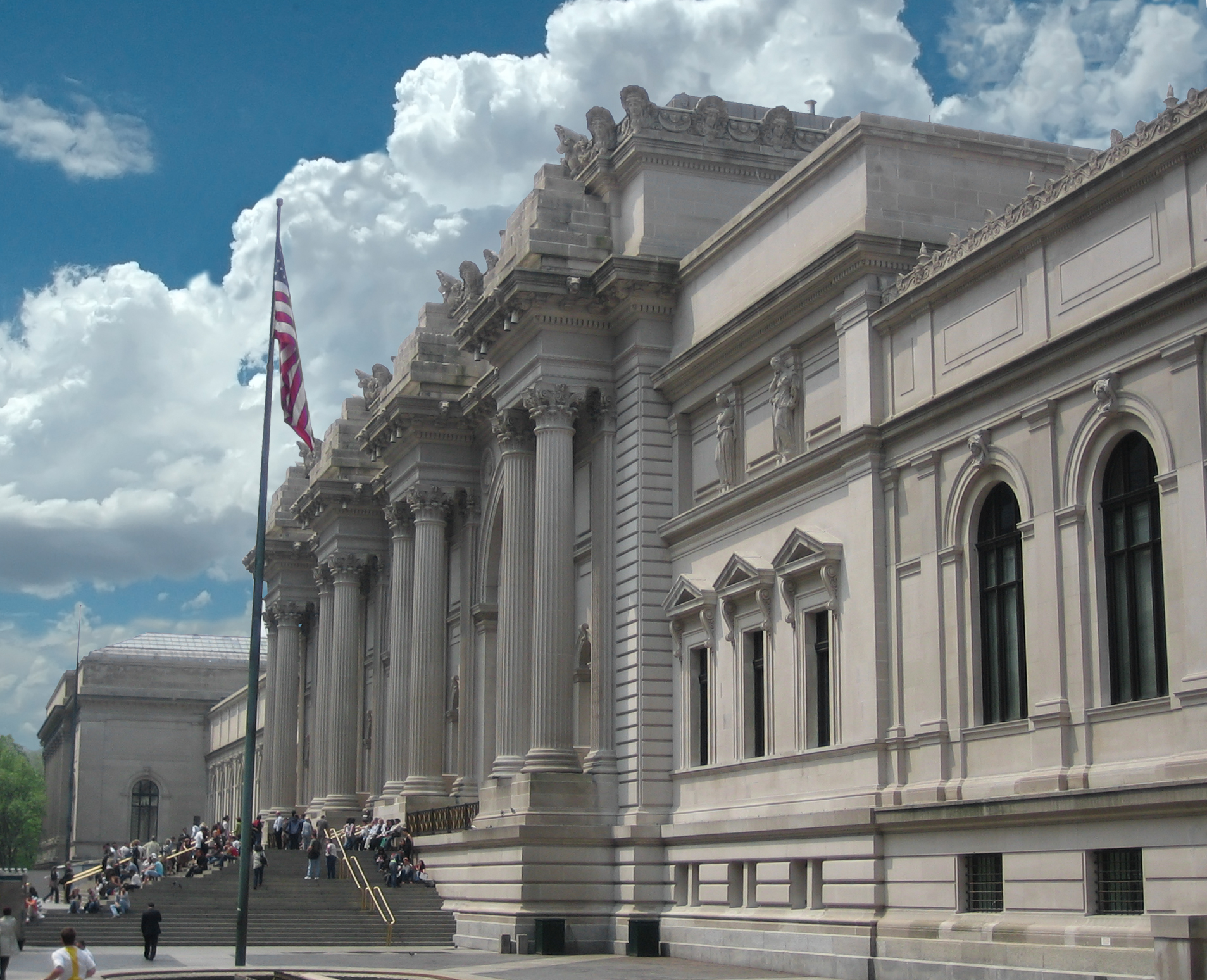
메트로폴리탄 미술관 외관

메트로폴리탄 미술 박물관(영어: Metropolitan Museum of Art, The Met)은 미국 뉴욕주 뉴욕시에 위치한 세계적인 미술관이다. 본관은 맨해튼 어퍼 이스트 사이드 5번가에 위치해 있으며, 분관으로 더 클로이스터스가 있다.
1866년에 파리에서 미국 독립기념일을 축하하기 위해 모인 미국인들의 회합에서 설립이 제안되어, 1870년에 소규모로 개관하였다. 1880년에 지금의 자리(1000 Fifth Avenue. New York, New York 10028 )로 이전하였으며, 기금을 통한 구입과 기증 등으로 소장 미술품은 급증하게 되었다. 지금은 회화와 조각, 사진, 공예품 등 300여만 점이 소장되어 있다.
메트로폴리탄 미술관의 특색은 그 소장 유물의 폭이 동서고금을 막론하는, 전 시대와 지역에 걸쳐있다는 점이다. 또한 이러한 미술관이 국가나 정부 기관의 주도가 아닌 순수하게 민간이 주도하여 설립되었다는 점이다.
미술관의 운영 관리는 평의원회(Board of Trustees)가 담당하고 있다. 창립 100주년인 1970년부터 시작된 개조 계획(The Master Plan)에 의하여 미술관의 건평은 크게 확장되었다. 또한 1938년에 개관한 포트 트라이언 파크의 분관 클로이스터스(The Cloisters)는 중세 유럽의 미술품을 전시하고 있다.

## 소장품
메트로폴리탄 미술관의 영구소장품은 큐레이터와 관련 학자를 비롯한 전문직으로 구성된 17개 미술부서로 분할되며, 보존과학 관련 6개 보조 부서도 함께 두고 있다. 메트로폴리탄의 소장품은 그리스 로마와 고대 이집트 미술, 서양미술을 대표하는 작가들의 전시대 회화와 조각품, 미국과 현대미술 컬렉션을 필두로, 아프리카, 오세아니아, 동양, 비잔틴, 이슬람 미술에 이르기까지 광범위한 시대와 문화를 아우르고 있다. 이와 더불어 전세계의 악기와 의복 (장식품), 무기와 갑옷류도 소장하고 있다.
메트로폴리탄 미술관 내부 갤러리는 기원후 로마 제국부터 미국 현대미술에 이르기까지 엄청난 수의 시대진열실 (period room)으로 꾸려져 있다. 메트로폴리탄 미술관이 전세계의 다양한 작품을 수집하게 된 것은 일찍이 19세기 말부터 시작된 것으로, 자체 컬렉션이 최상의 조건 속에서 유지될 수 있도록 전시디자이너를 비롯한 각계 관련 전문가들과의 협력을 유지하고 있다.

### 지역별 컬렉션

#### 고대 중동 미술
메트로폴리탄 미술관은 19세기 말부터 근동 (중동) 지역의 미술품과 유물 수집을 이어오고 있으며 현재 소수의 쐐기문자 점토판과 도장을 비롯해 총 7,000여점 이상을 소장하고 있다. 소장품의 연대는 신석기 시대부터 고대 후기 (사산조 멸망)에 이르며, 수메르, 히타이트, 사산, 아시리아, 바빌로니아, 엘람을 비롯한 다양한 문화의 유물과 더불어 청동기 유물들도 대거 소장중이다.
대표 유물로는 수메르의 우슘갈 석비, 엘람의 주구형 용기를 들고 있는 황소, 프랫 상아장식, 아시리아 아슈르나시르팔 2세의 북서쪽 궁전유적에서 발굴된 라마수 기념상이 있다.

#### 이슬람 미술

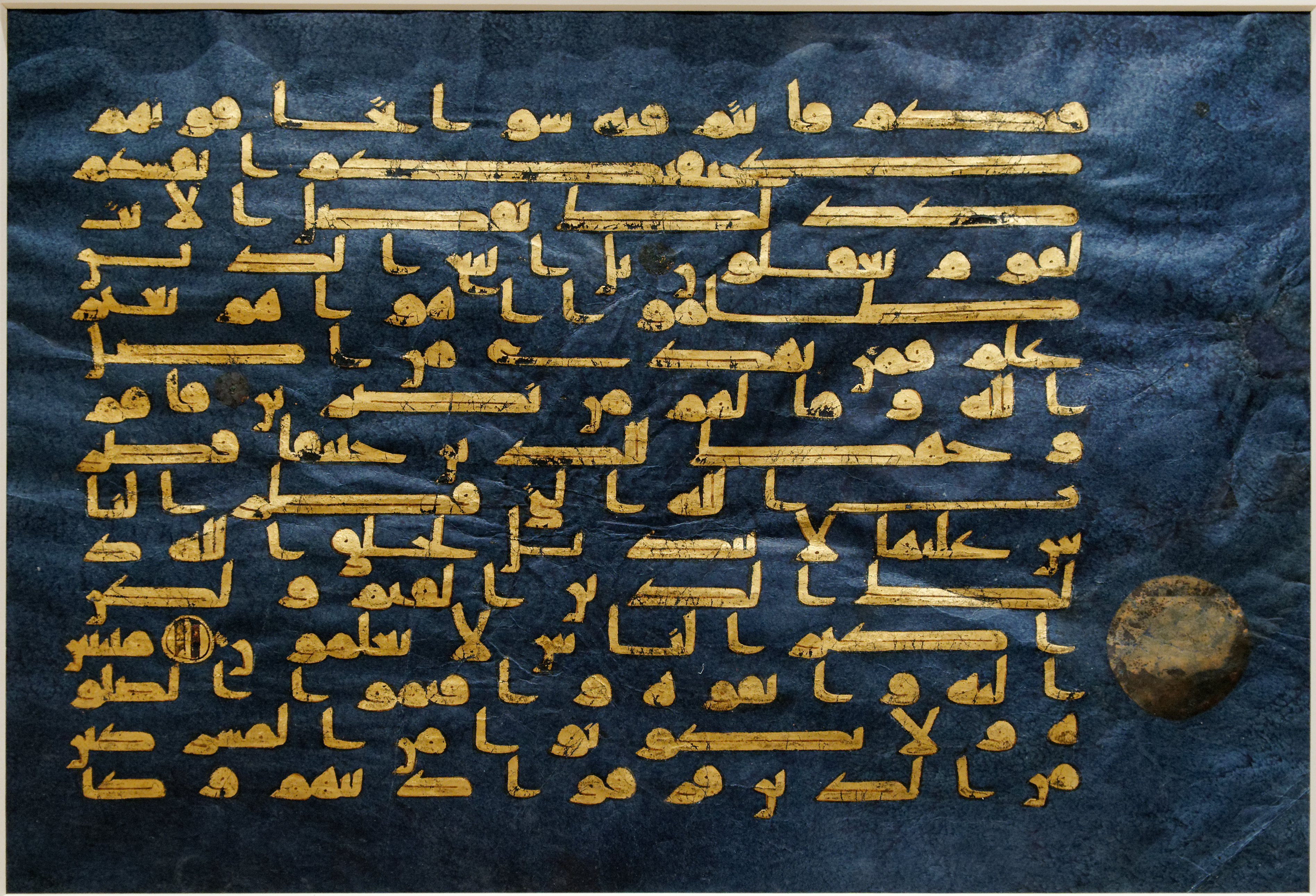
이슬람관에서 소장중인 청색 쿠란의 낱장 (30장 28~32절)

메트로폴리탄 미술관에서 소장중인 이슬람 미술품은 총 12,000점에 달하며 세계 최대 규모 수준이다. 여기서는 고대 중동 미술과는 구분되는 이슬람 세력 부흥 이래의 중동 일대 미술을 중점으로 다루고 있다. 이슬람 미술 컬렉션 가운데 상당수는 종교적 용도로 쓰인 유물이거나 모스크의 장식 타일이지만, 종교 미술에 엄격히 국한된 것은 아니며 세속적인 유물도 다수 소장하고 있다. 이베리아 반도와 북아프리카에서 중앙아시아까지 다양한 지역에 걸친 도자기와 직물류가 여기에 속한다.
대표 유물로는 이란과 인도 무굴 제국의 세밀화가 꼽히며, 현존하는 이슬람 사본 가운데 가장 화려한 것으로 평가받는 이란 사파비 왕조 타흐마스프 1세 시기의 《샤나메》 세밀화를 필두로, 타브리즈 화파의 〈사데 축제〉, 〈디브스를 죽이는 타미라스〉, 〈비잔과 마니제〉 등이 희귀 소장품으로 꼽힌다. 이슬람 서예의 경우 여러 시대와 양식에 따른 《쿠란》 구절부터 쉴레이만 대제의 법령에 이르기까지 종교적, 세속적 목적의 서예 작품들을 모두 갖추고 있다. 또 단순히 글귀를 아름답게 적은 것에서 벗어나 특정 단어나 구절에 쓰인 아랍 문자의 형태를 어떤 모양으로 재구성한 작품도 있으며, 환상을 불러일으키기 위해 일부러 해독할 수 없는 필기체를 넣은 서예 작품들도 연구되고 있다.
이슬람 미술은 한동안 전용 전시관 없이 적은 수의 소장품만을 부분적으로 공개, 임시로 전시하는 구성을 취했다. 그러다 2001년부터 전용관 기획에 들어가, 2011년 11월 1일 '아라비아·튀르키예·이란·중앙아시아·후기 남아시아 미술 신 전시관'이라는 이름으로 전면 개관했다. 이로서 이슬람관은 다른 전시실과 마찬가지로 특정 건물의 내부를 옮겨오는 전시가 가능해졌는데, 내부 전시실 하나를 빌려 18세기 오스만 제국 다마스쿠스의 저택에 있던 '누르알딘' (Nur Al-Din) 접견실을 고스란히 재구축한 것이 대표적이다.
2022년 9월 메트로폴리탄 미술관은 전용관 개관 10주년을 맞이하여 카타르 박물관으로부터 상당수의 유물을 선물받았으며, 이에 대한 감사의 뜻으로 우마이야·아바스 시대 전시실의 명칭을 '카타르 갤러리' (Qatar Gallery)로 명명한다고 밝혔다. 앞서 메트로폴리탄 미술관은 카타르 박물관과 함께 전시, 활동, 학술 협력을 비롯해 교류 촉진을 위한 파트너십을 체결했다고 발표하였다.

#### 아프리카·오세아니아·아메리카 미술

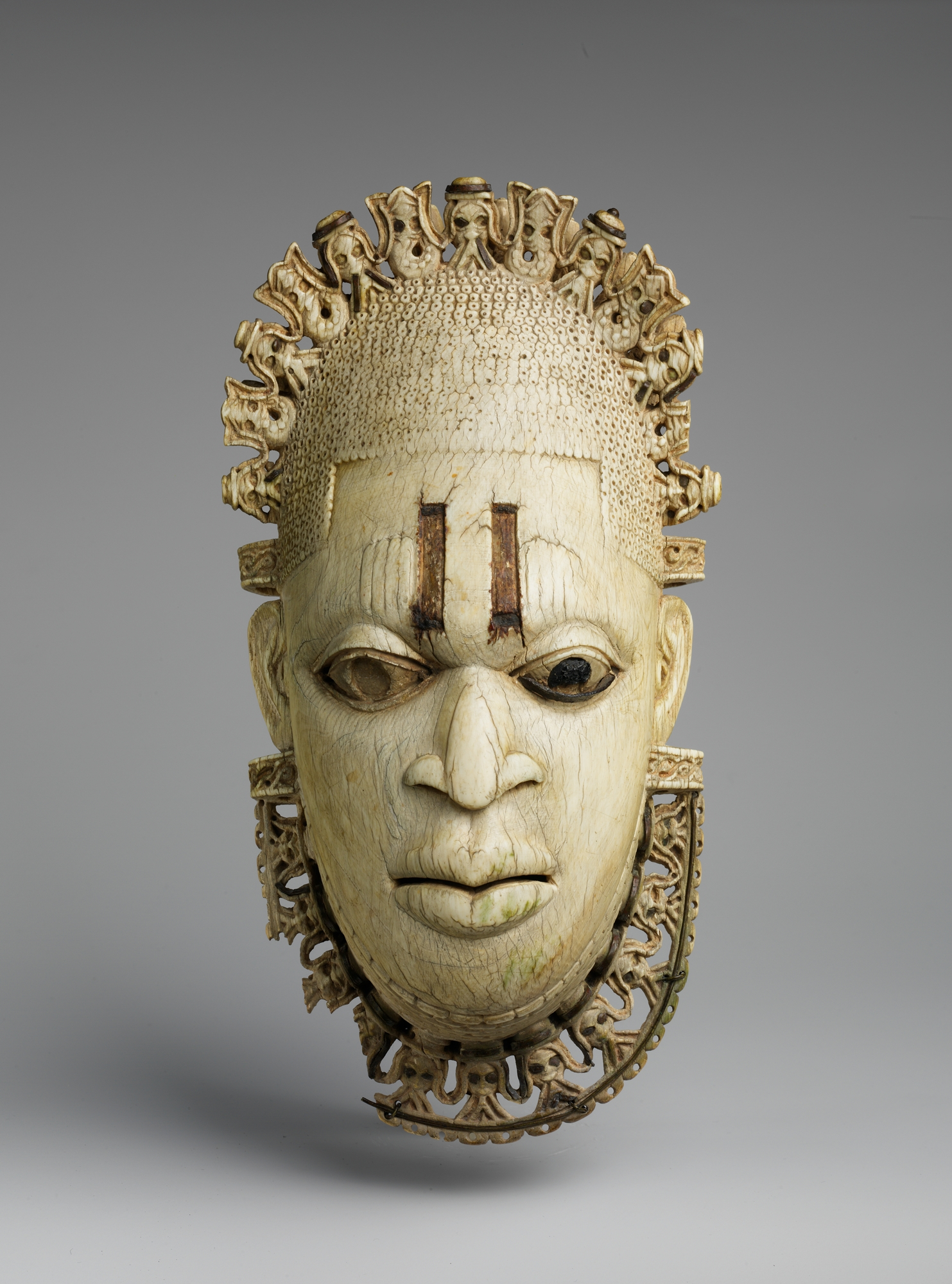
16세기 나이지리아 이요바의 베냉 상아탈

메트로폴리탄 미술관에서 소장중인 아프리카, 오세아니아, 아메리카 전통 미술품은 1882년 페루 유물을 인수한 것이 시작이지만 한동안 미술관 차원에서 수집에 나서지는 않았다. 본격적으로 미술관의 소장품이 늘어난 것은 1969년 미국의 사업가이자 자선가인 넬슨 록펠러가 본인의 수집품 3,000여점을 기증하면서부터였다. 당초 록펠러는 이들 유물에 대해 미술관 측이 무관심한 입장을 보이자 뉴욕시에 원시미술 박물관을 따로 세워 전시하고 있었으나, 1968년 미술관 측에서 특별전 기획에 나서면서 처음으로 록펠러 컬렉션의 전시가 이루어졌고, 이어 영구 소장품으로 기증을 요청하였는데, 록펠러가 이에 흔쾌히 동의하였다. 이후 아버지의 뜻을 따라 뉴기니의 원주민 유물을 수집하다 세상을 떠난 넬슨 록펠러의 아들, 마이클 록펠러의 이름을 딴 '마이클 C. 록펠러 윙' (Michael C. Rockefeller wing)이라는 전용전시관이 세워져 1982년 일반에 공개되면서 지금에 이른다.
오늘날 메트로폴리탄 미술관의 사하라 이남 아프리카·태평양 도서지역·아메리카 전통미술 소장품은 총 11,000여점에 이르고 있으며, 록펠러윙의 남서쪽 끝에 4,000m²의 전시실을 마련하여 전시중에 있다. 이곳에서는 기원전부터 현재까지 서양과 중동, 동양을 제외한 온 지역의 수많은 문화에서 비롯된 미술작품들을 전시하고 있다. 이전까지 서양의 미술관에서는 아프리카, 오세아니아, 아메리카 원주민의 작품은 하나의 미술이라기보단 '원시적'이거나 민족지학적인 유물로 여겨져 왔으나, 이들을 미학적 관점에서 평가할 수 있는 하나의 미술로서 구분하고 전시실을 편성한 것은 메트로폴리탄 미술관이 처음이라는 점에서 의의가 있다.

#### 아시아 미술

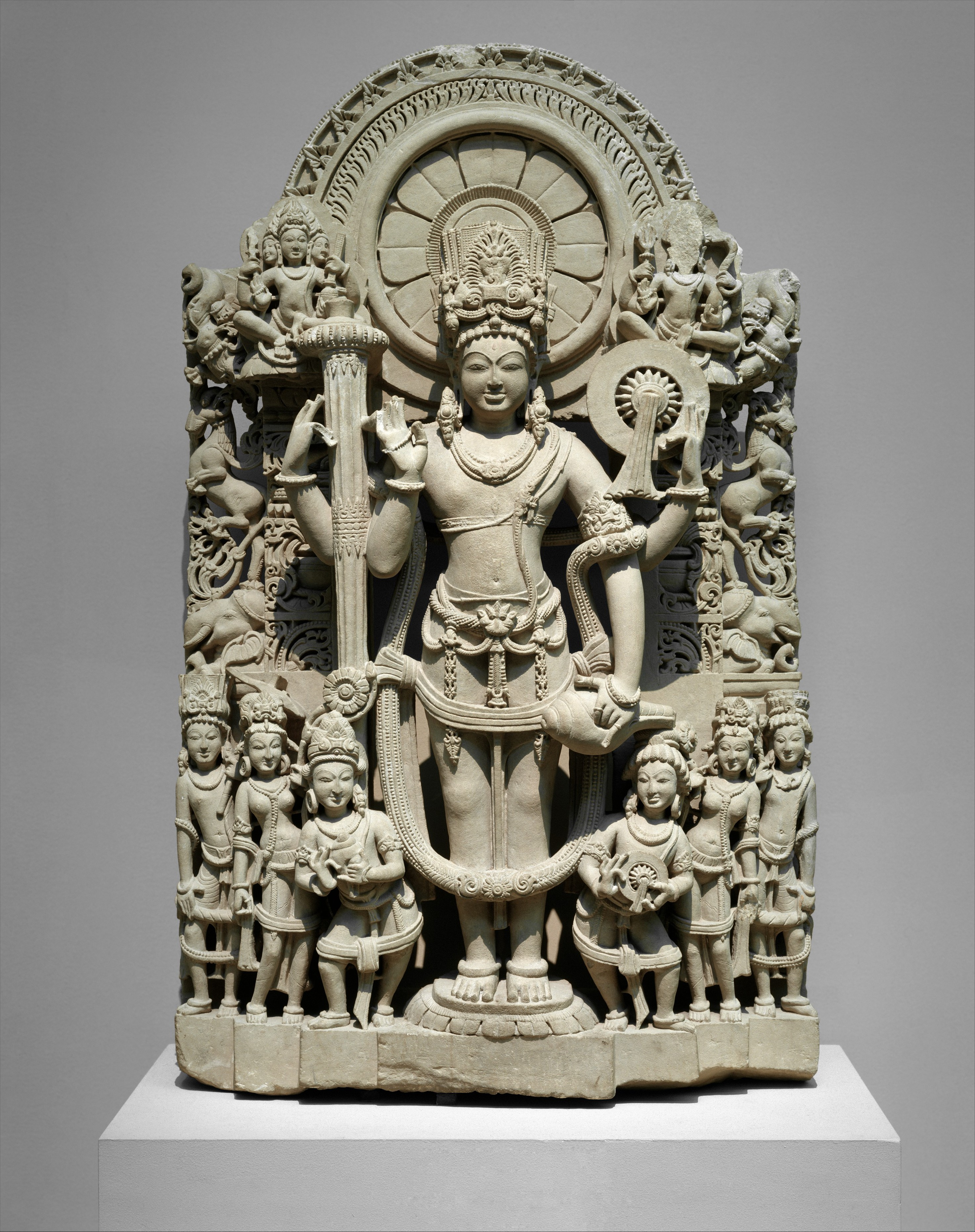
인도 펀자브주 토마라 왕조의 비슈누상 (10세기~11세기)

메트로폴리탄 미술관 아시아관의 소장규모는 총 35,000여점에 달하며, 미국 내 박물관 가운데서도 최대 규모로 기록되고 있다. 아시아 미술품의 수집연대는 미술관이 처음 설립될 당시로 거슬러 올라가며, 미술관 설립의 기반이 된 기증품에도 아시아 미술품이 포함되어 있었다. 오늘날 박물관의 한쪽 동을 아시아관으로 할애하고 있으며, 4천여 년에 달하는 아시아 미술을 총망라하고 있다. 그 종류도 공예 미술에서부터 회화와 판화, 석조, 금속조각에 이르기까지 다양하다.
메트로폴리탄 미술관 아시아관의 소장품 가운데 인도 미술, 캄보디아 미술, 네팔 미술, 티베트 미술 등에 속하는 힌두교, 불교, 자이나교의 고대 3종교 관련 조각품과 더불어 중국 미술의 서예와 회화 작품들이 유명하다. 그러나 단순히 미술품이나 종교물품 뿐만 아니라 일상용품 관련 소장품들도 유명하다. 아시아관 내부에는 애스터 코트 (Astor Court)라 하여 중국 쑤저우의 망사원 (网师园)을 모델삼아 조성한 명나라 양식의 정원실도 자리잡고 있다.
메트로폴리탄 미술관 아시아관에는 한국 미술을 다루는 한국관도 운영되고 있다. 1998년 한국 문화의 홍보를 위해 삼성문화재단과 한국국제교류재단의 협력 지원으로 개관하였으며, 개관전 당시 금동미륵보살반가사유상 등의 국보와 더불어 한국 소장품의 대여 전시가 이뤄졌다. 2023년에는 개관 25주년을 맞이하여 한국 미술 큐레이터직이 신설되는 동시에, 이건희 컬렉션의 일부 작품이 전시되었다.